# Annie Ligthart
Anna Geertrui Margaretha (Annie) Ligthart (Nieuwer-Amstel, 19 augustus 1888 – Hilversum, 31 maart 1967) was een Nederlands sopraan.
Ze was dochter van bouwkundige Meijndert Hendicus Ligthart en Anna Geertrui Margaretha Borst, wonende aan de Saxenburgerstraat. Ze was tussen 14 april 1910 en 2 augustus 1912 (echtscheiding) getrouwd met zanger Rudolf van Schaik; ze hertrouwde in 1917 met coupeur Jacob Dirk Hammen en trok naar Den Haag, maar scheidde weer in 1925 en kwam terug naar Amsterdam, Merwedeplein 7.
Lighart kreeg haar opleiding van Dora Zweers-de Louw. Daarna volgde aanstellingen bij diverse operagezelschappen:
- 1908: Opera-Vereeniging (met debuut)
- 1910: NV Nederlandsche Opera en Operette (van Désiré Pauwels)
- Rembrandt-Opera
- 1911/1912: vermoedelijk Koninklijke Vlaamse Opera van Antwerpen
- 1913-1916: Operahuis van Düsseldorf
- 1917-1919: Nederlandsche Opera/Nationale Opera/Opera van Gerhardus Hendricus Koopman in Stadsschouwburg
- 1919-1920: NV Nationale Opera van Willem van Korlaar jr.
- 1920: diverse operagezelschappen (dikwijls gingen ze snel failliet en werden heropgericht)

Ze maakte furore met haar rollen in Madama Butterfly (titelrol) van Giacomo Puccini, La bohème (rol Mimmi) van Puccini, Die Zauberflöte (rol Paminia) van Wolfgang Amadeus Mozart en in Il Segreto di Susanna van Ermanno Wolf-Ferrari. Ze volgde haar man in een aanstelling aan het Stadttheater van Praag ten tijde van Oostenrijk-Hongarije. In 1924 beëindigde ze haar actieve loopbaan, maar zong af en toe nog wel. In 1938 stond ze op het podium van het Concertgebouw om samen met andere artiesten uit het vak Cato Engelen-Sewing te huldigen. Met het orkest uit dat gebouw stond ze in oktober 1918 tweemaal op het podium van de Stadsschouwburg in een uitvoering van Die Walküre van Richard Wagner onder leiding van Henri Viotta voor de Wagnervereniging.
Tijdens en na haar zangcarrière was ze zanglerares. In 1961 had ze veel van haar garderobe ter beschikking gesteld van het Toneelmuseum. In 1967 werd ze getroffen door een hersenbloeding, werd nog overgebracht naar het tehuis Zonnestraal in Hilversum, alwaar ze overleed. Ze werd begraven op De Nieuwe Ooster.
- Gemeinsame Normdatei: 101896701X
- Virtual International Authority File: 226099569